# Критика буддизму
 Критика буддизму , як і критика релігії в цілому, виходить від людей, незгодних з переконаннями, твердженнями та іншими особливостями різних шкіл буддизму. Окремі народи та персоналії, які сповідують буддизм, можуть бути піддані критиці в тій чи іншій формі за свої дії. Предметом критики можуть бути і самі принципи буддизму. Критика може виходити від агностиків, скептиків, атеїстів, представників інших релігій (наприклад, ісламу або християнства) або ж буддистів, які бажають здійснити деякі реформи. 

## Невірність буддійським принципам
Згідно з переконаннями низки критиків, не всі буддійські культури та інститути вірні вихідним принципам буддизму. Сем Гарріс, відомий прихильник Нового Атеїзму  та практик буддійської медитації, стверджує, що багато з тих хто практикує буддизм даремно сприймають його як релігію, і їхня віра часто «наївна та забобонна», що перешкоджає прийняттю ними істинних принципів буддизму. 
Деякі критики стверджують, що лідери та прихильники буддизму корумповані, проявляють інтерес до багатства та влади, а не до принципів буддизму. Далай-лама XIV зазначає, що багато ченців як в Японії, так і в Тибеті «виконують ритуали, не маючи ні уявлення про їх сенс, ні бажання знайомитися з навчаннями. Ритуал є для них лише засобом заробляння грошей. Таких ченців не хвилює ні нірвана, ні наступне життя. Вони думають лише про те, як заробити гроші в цьому житті». 
Також існує декілька сексуальних скандалів, які набули розголосу, за участю наставників  груп буддизму що розвиваються на Заході.

## Війна та насильство
Майкл Джеррісон стверджує, що буддизм був пов'язаний з урядом з моменту зародження: «Нездатність уявити собі державу без слідів буддизму вказує на різновид релігійного націоналізму». Він це показує на прикладі цілої низки конфліктів буддистських держав середньовічної Південно-Східної Азії. У Шрі -Ланці сучасні буддистські монахи часто залучені в націоналістичну політику, хоча Будда ніколи не виходив за рамки пасивної консультативної ролі в політичному житті. Однак пацифісти Шрі-Ланки теж звертаються до буддизму як до джерела натхнення. 
Буддисти Східної Азії також часто отримували державну підтримку. Дзен-буддистський священик Браян Дайдзен Вікторія описав у своїй книзі «Дзен на війні», як буддійські інститути виправдовували японський мілітаризм в офіційних виданнях та співпрацювали з японською армією на полі бою. У відповідь на книгу деякі зі шкіл дзен-буддизму опублікували свої вибачення за підтримку військових дій уряду. 
2010 року Оксфордський університет видав книгу «Buddhist Warfare», в якій докладно розглядаються випадки «використання насильства та війни в поширенні та захисті дгарми», випадки «жалісливого насильства», а також питання націоналізму та взаємодії буддійської санґги та держави. 

### Звинувачення в насильстві
У заворушеннях 2008 року в окупованому КНР Тибеті, згідно з офіційною позицією уряду КНР, в організації заворушень та насильства брав участь Далай-лама XIV. Міністерство громадської безпеки Китаю оголосило про вилучення при обшуках столичних монастирів 176 рушниць, 7725 фунтів вибухівки, а також іншої зброї.

## Самокритика
Існує критичний буддизм  — японський напрям в буддійській філософії, що критикує вчення про Татхагатагарбху. 
Багато окремих шкіл буддизму зазнають критики з боку інших практиків як духовно нещирі  — наприклад, Сока Гаккай; у США в центрі уваги з цього приводу був дзен-центр Сан-Франциско . 

## Марксистська критика
Мелвін Голдштейн, Роберт Флорида та інші автори вважають, що Тибет прагне до збереження феодального суспільства та експлуатації селян, з якими поводяться, як з рабами. Нинішній Далай Лама, однак, заявив, що виступає за синтез буддизму з марксистської політичної економією, оскільки в інтернаціональному марксизмі спостерігається співчуття бідним, що відповідає буддійському вченню, а капіталізм піклується лише про вигоду . 
Раніше в радянській науці переважала думка, що буддизм з його політикою проповіді покірності, покори та примирення з дійсністю приводить більшість своїх послідовників «до відмови від боротьби за соціальні та політичні перетворення», і це здавна використовується експлуататорськими класами.

## Феміністська критика
Буддизм критикують з позиції фемінізму, оскільки в ньому жінки займають нижче положення у порівнянні з чоловіками, особливо в чернечій громаді . У більшості шкіл буддизму для черниць більше правил, ніж для ченців (бгікшу). Згідно з поясненнями буддистів, це викликано тим, що за часів Будди необхідно було забезпечувати безпеку черниць, які, як і ченці, мандрували по лісах та містах; тому, наприклад, черницям забороняється подорожувати поодинці.

## Християнська критика

### Православ'я
Розглядаючи ці вісім щаблів буддизму, ми також не знаходимо в них чого-небудь, що нагадує покаяння, але бачимо все ту ж культивацію повної незворушності, байдужості та самовладання. І тут ми не знаходимо любові-тієї любові, коли людина віддає за інших душу свою, як і Христа розіп'яли за нас. Крім того, буддизм заперечує існування Бога, так що буддисту каятися не має перед ким. Ідеал буддизму також прямо протилежний християнському ідеалу-це ідеал егоїста.
Ми ж наполегливо зі своїм питанням про Бога та любов звернемося до буддизму. Чи прийнятна для буддиста формула «Бог є любов» ? Ні.
Як пише філософ Микола Лоський, «світ створений Всемогутнім та всеблагим Богом, Який є саме Добро, сама Краса та істина ». наявний світ все ще несе в собі « риси добра, краси та істини », і тому
|  | Абсолютне неприйняття світу, бажання зруйнувати світ було б хулою на Духа Святого та бунтом проти Бога. Християнин відкидає в світі лише зло, але він вважає, що зло не є неминуча приналежність буття: воно внесено в світ самим звіром, котрий неправильно користується свободою своєї волі. <... > Буддизм, на противагу християнству, проповідує абсолютне неприйняття світу; його ідеал — повне знищення світу та насамперед знищення особистого буття, самознищення. |

### Католицтво
1997 року, до того, як стати Папою Бенедиктом XVI, кардинал Йозеф Алоїс Ратцінгер критикував буддизм як «духовний егоцентризм без конкретних релігійних обов'язків». Однак це була критика не буддизму в цілому, але католиків, які практикують деякі буддійські методи.